# Luik-Bastenaken-Luik 2022
De Belgische eendaagse wielerwedstrijd Luik-Bastenaken-Luik werd in 2022 op zondag 24 april verreden. De wedstrijd voor de mannen, de 108e editie, was onderdeel van de UCI World Tour van dit seizoen en de wedstrijd voor de vrouwen, de 6e editie, was onderdeel van de UCI Women's World Tour van dit seizoen.

## Mannen
De winnaar van vorig jaar, de Sloveen Tadej Pogačar, kon niet starten wegens familieomstandigheden. Hij werd opgevolgd door de Belg Remco Evenepoel, die wegreed op de Redoute en stand wist te houden tot de finish. Het was de eerste keer sinds 1976 dat er drie Belgen op het podium stonden.

### Uitslag
| Plaats  | Naam                   | Ploeg                              |          |
| ------- | ---------------------- | ---------------------------------- | -------- |
| Winnaar | Remco Evenepoel        | Quick Step-Alpha Vinyl             | 6u12'38" |
| 2       | Quinten Hermans        | Intermarché-Wanty-Gobert Matériaux | + 48"    |
| 3       | Wout van Aert          | Jumbo-Visma                        | z.t.     |
| 4       | Daniel Felipe Martínez | INEOS Grenadiers                   | z.t.     |
| 5       | Sergio Higuita         | BORA-hansgrohe                     | z.t.     |
| 6       | Dylan Teuns            | Bahrain-Victorious                 | z.t.     |
| 7       | Alejandro Valverde     | Movistar Team                      | z.t.     |
| 8       | Neilson Powless        | EF Education-EasyPost              | z.t.     |
| 9       | Marc Hirschi           | UAE Team Emirates                  | z.t.     |
| 10      | Michael Woods          | Israel-Premier Tech                | z.t.     |
| 11      | Jack Haig              | Bahrain-Victorious                 | z.t.     |
| 12      | Enric Mas              | Movistar Team                      | z.t.     |
| 13      | Jakob Fuglsang         | Israel-Premier Tech                | z.t.     |
| 14      | Aleksandr Vlasov       | BORA-hansgrohe                     | + 52"    |
| 15      | Warren Barguil         | Arkéa-Samsic                       | + 1'36"  |
| 16      | Bruno Armirail         | Groupama-FDJ                       | z.t.     |
| 17      | Robert Stannard        | Alpecin-Fenix                      | + 2'30"  |
| 18      | Rudy Molard            | Groupama-FDJ                       | z.t.     |
| 19      | Xandro Meurisse        | Alpecin-Fenix                      | z.t.     |
| 20      | Quentin Pacher         | Groupama-FDJ                       | z.t.     |
|         |                        |                                    |          |
| 29      | Bauke Mollema          | Trek-Segafredo                     | z.t.     |

## Vrouwen
De Nederlandse Demi Vollering was titelverdedigster. Zij werd opgevolgd door haar landgenote Annemiek van Vleuten, die in 2019 ook al wist te winnen.

### Deelnemende ploegen
Alle veertien World Tourploegen namen deel, aangevuld met tien continentale ploegen. Niet alle ploegen stonden met het maximum van zes rensters aan de start; Jumbo-Visma, EF Education, Bingoal en Andy Schleck stonden zelfs met het minimum van vier rensters aan de start.
| UCI World Tour teams | UCI World Tour teams                                                                              | UCI Continental teams                                                                          | UCI Continental teams                                                                      |
| --- | ------------------------------------------------------------------------------------------------- | ---------------------------------------------------------------------------------------------- | ------------------------------------------------------------------------------------------ |
| BikeExchange Jayco Canyon-SRAM DSM EF Education-TIBCO-SVB FDJ Nouvelle-Aquitaine Futuroscope Human Powered Health Jumbo-Visma | Liv Racing Xstra Movistar Roland Cogeas Edelweiss Squad SD Worx Trek-Segafredo UAE Team ADQ Uno-X | Andy Schleck-CP NVST-Immo Losch Arkéa BePink Bingoal Casino-Chevalmeire-Van Eyck Sport Cofidis | Le Col-Wahoo Lotto Soudal Ladies Parkhotel Valkenburg Plantur-Pura Valcar-Travel & Service |

### Uitslag
| Plaats  | Naam                   | Ploeg                              | Tijd     |
| ------- | ---------------------- | ---------------------------------- | -------- |
| Winnaar | Annemiek van Vleuten   | Movistar                           | 3u52'32" |
| 2       | Grace Brown            | FDJ Nouvelle-Aquitaine Futuroscope | + 42"    |
| 3       | Demi Vollering         | SD Worx                            | z.t.     |
| 4       | Ashleigh Moolman-Pasio | SD Worx                            | z.t.     |
| 5       | Elisa Longo Borghini   | Trek-Segafredo                     | z.t.     |
| 6       | Marta Cavalli          | FDJ Nouvelle-Aquitaine Futuroscope | + 47"    |
| 7       | Arlenis Sierra         | Movistar                           | + 1'58"  |
| 8       | Liane Lippert          | DSM                                | z.t.     |
| 9       | Katarzyna Niewiadoma   | Canyon-SRAM                        | z.t.     |
| 10      | Amanda Spratt          | BikeExchange Jayco                 | z.t.     |
| 11      | Pauliena Rooijakkers   | Canyon-SRAM                        | z.t.     |
| 12      | Juliette Labous        | DSM                                | + 2'05"  |
| 13      | Mavi García            | UAE Team ADQ                       | + 2'55"  |
| 14      | Anouska Koster         | Jumbo-Visma                        | z.t.     |
| 15      | Soraya Paladin         | Canyon-SRAM                        | z.t.     |
| 16      | Shirin van Anrooij     | Trek-Segafredo                     | z.t.     |
| 17      | Ane Santesteban        | BikeExchange Jayco                 | z.t.     |
| 18      | Niamh Fisher-Black     | SD Worx                            | z.t.     |
| 19      | Yara Kastelijn         | Plantur-Pura                       | z.t.     |
| 20      | Évita Muzic            | FDJ Nouvelle-Aquitaine Futuroscope | z.t.     |
|         |                        |                                    |          |
| 26      | Julie Van de Velde     | Plantur-Pura                       | + 3'01"  |

1892 · 1893 · 1894 · 1895-1907 · 1908 · 1909 · 1910 · 1911 · 1912 · 1913 · 1914-1918 · 1919 · 1920 · 1921 · 1922 · 1923 · 1924 · 1925 · 1926 · 1927 · 1928 · 1929 · 1930 · 1931 · 1932 · 1933 · 1934 · 1935 · 1936 · 1937 · 1938 · 1939 · 1940-1942 · 1943 · 1944 · 1945 · 1946 · 1947 · 1948 · 1949 · 1950 · 1951 · 1952 · 1953 · 1954 · 1955 · 1956 · 1957 · 1958 · 1959 · 1960 · 1961 · 1962 · 1963 · 1964 · 1965 · 1966 · 1967 · 1968 · 1969 · 1970 · 1971 · 1972 · 1973 · 1974 · 1975 · 1976 · 1977 · 1978 · 1979 · 1980 · 1981 · 1982 · 1983 · 1984 · 1985 · 1986 · 1987 · 1988 · 1989 · 1990 · 1991 · 1992 · 1993 · 1994 · 1995 · 1996 · 1997 · 1998 · 1999 · 2000 · 2001 · 2002 · 2003 · 2004 · 2005 · 2006 · 2007 · 2008 · 2009 · 2010 · 2011 · 2012 · 2013 · 2014 · 2015 · 2016 · 2017 · 2018 · 2019 · 2020 · 2021 · 2022 · 2023 · 2024
Ronde van de Verenigde Arabische Emiraten ·
Omloop Het Nieuwsblad ·
Strade Bianche ·
Parijs-Nice · 
Tirreno-Adriatico · 
Milaan-San Remo ·
Ronde van Catalonië ·
Driedaagse Brugge-De Panne ·
E3 Saxo Bank Classic ·
Gent-Wevelgem ·
Dwars door Vlaanderen ·
Ronde van Vlaanderen ·
Ronde van het Baskenland ·
Amstel Gold Race ·
Parijs-Roubaix ·
Waalse Pijl ·
Luik-Bastenaken-Luik ·
Ronde van Romandië ·
Eschborn-Frankfurt ·
Ronde van Italië ·
Critérium du Dauphiné ·
Ronde van Zwitserland ·
Ronde van Frankrijk ·
Clásica San Sebastián ·
Ronde van Polen ·
BEMER Cyclassics ·
Bretagne Classic ·
Benelux Tour ·
Ronde van Spanje ·
GP van Quebec · 
GP van Montreal · 
Ronde van Lombardije ·
Ronde van Guangxi ·
Strade Bianche ·
Ronde van Drenthe ·
Trofeo Alfredo Binda-Comune di Cittiglio ·
Brugge-De Panne ·
Gent-Wevelgem ·
Ronde van Vlaanderen ·
Amstel Gold Race ·
Parijs-Roubaix ·
Waalse Pijl ·
Luik-Bastenaken-Luik ·
Itzulia Women ·
Ronde van Burgos ·
RideLondon Classic ·
The Women's Tour · 
Giro Donne · 
Tour de France Femmes ·
Postnord Vårgårda WestSweden · 
Ronde van Scandinavië ·
GP de Plouay-Bretagne ·
Simac Ladies Tour ·
Ceratizit Challenge by La Vuelta · 
Ronde van Romandië
Afgelaste wedstrijden: Cadel Evans Great Ocean Road Race · 
Tour of Chongming Island · 
Ronde van Guangxi